# گذرگاه پروازی

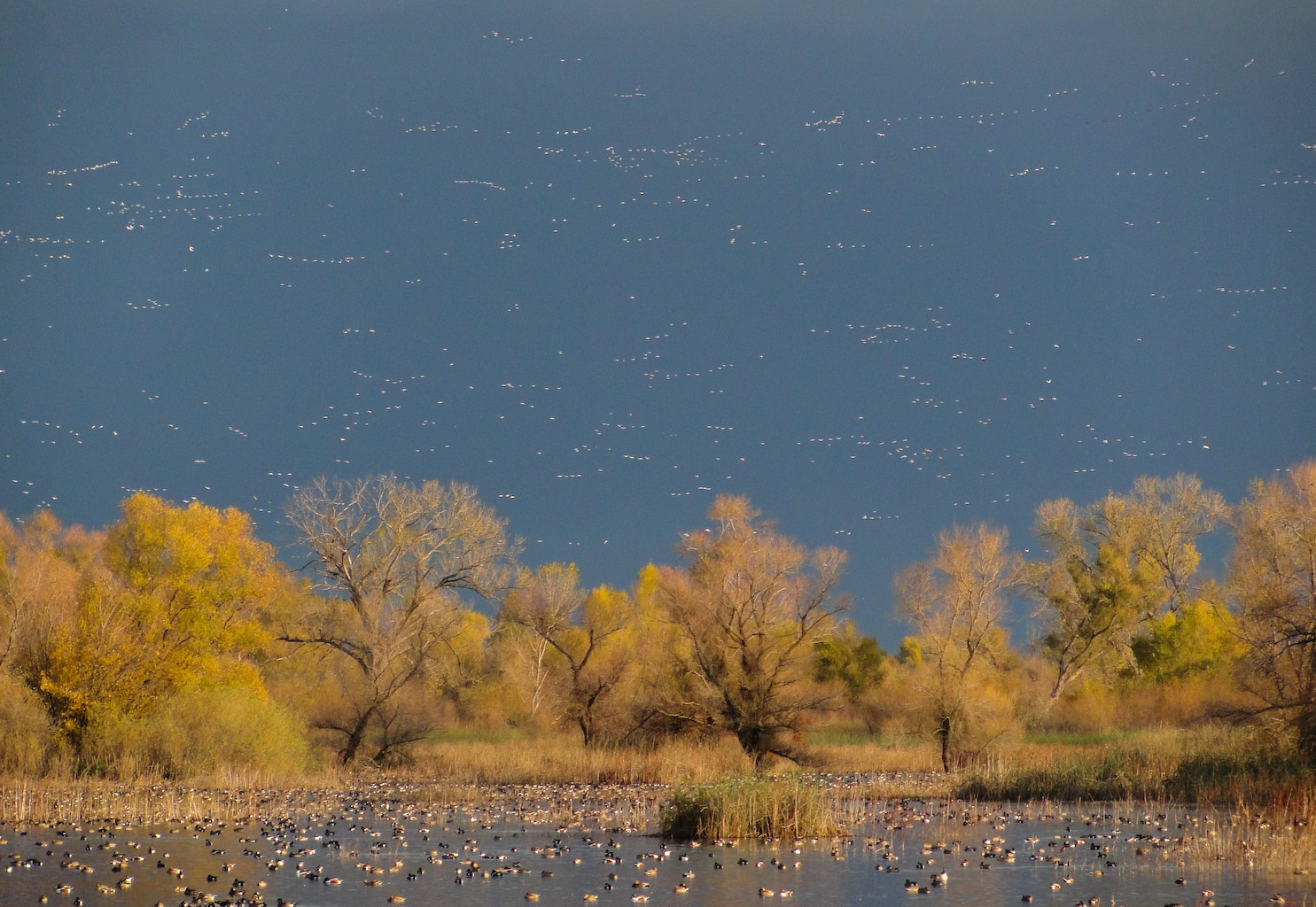
ورود پرندگان آبزی به دره مرکزی کالیفرنیا، نقطه‌ای در گذرگاه پروازی اقیانوس آرام

گذرگاه پروازی یا پروازگذر (به انگلیسی: Flyway) یا گذرگاه مهاجرتی یا پروازگذر مهاجرتی یا کوچ‌راه (Migration flyway)، مسیر پروازی است که تعداد زیادی از پرندگان در زمان مهاجرت بین محل زادآوری خود و محلهای زمستان‌گذرانی از آن استفاده می‌کنند. گذرگاه‌های پروازی معمولاً قاره‌ها را دربر می‌گیرند و اغلب از اقیانوس‌ها عبور می‌کنند. اگرچه این مفهوم برای هر گونه پرنده مهاجر به کار می‌رود، اما برای نخستین بار در بارهٔ پرندگان آبزی و ساحلی به کار گرفته شد. گذرگاه‌های پروازی را می‌توان به عنوان بزرگراه‌های شریانی پهناور در نظر گرفت که مسیرهای مهاجرت گونه‌های مختلف فرعی به آن‌ها می‌پیوندند. یک تعریف جایگزین این است که گذرگاه پروازی، کل محدوده یک پرنده مهاجر است که هم مکان‌های زادآوری و هم مناطق غیرزادآوری و مکان‌های استراحت و تغذیه را که در هنگام مهاجرت از آن استفاده می‌کند دربر می‌گیرد. چهار گذرگاه پروازی از شمال-جنوب در آمریکای شمالی وجود دارد و شش گذرگاه پروازی مناطق اوراسیا، آفریقا و استرالیا را پوشش می‌دهند.

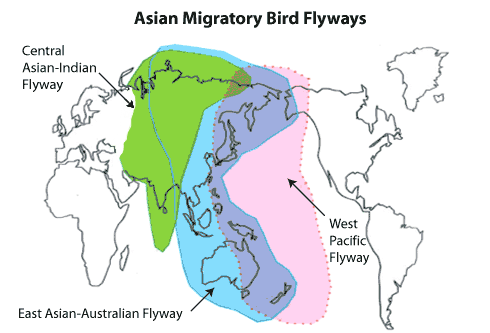
گذرگاه پرواز پرندگان مهاجر در آسیای مرکزی-هند، شرق آسیا-استرالیا و غرب اقیانوس آرام

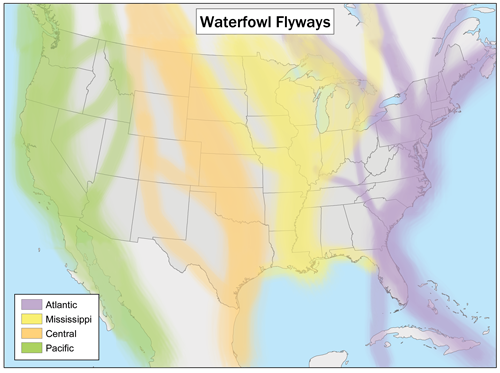
پراکنش گذرگاه پروازی برای پرندگان آبزی درآمریکای شمالی: اقیانوس اطلس، می‌سی‌سی‌پی، مرکزی و اقیانوس آرام.